# Mokrzeckia halidayana
Mokrzeckia halidayana är en stekelart som först beskrevs av Julius Theodor Christian Ratzeburg 1848.  Mokrzeckia halidayana ingår i släktet Mokrzeckia och familjen puppglanssteklar. Inga underarter finns listade i Catalogue of Life.